# ブライアン・バーバリーナ
ブライアン・バーバリーナ（Bryan Barberena、1989年5月3日 - ）は、アメリカ合衆国の男性総合格闘家。カリフォルニア州モントクレア出身。ジム-O所属。

## 来歴
プレスコット高校時代にはアメリカンフットボールのラインバッカーとして活躍した。2009年にプロ総合格闘技デビュー。

### UFC
2014年12月13日、UFC初参戦となったUFC on FOX 13でジョー・エレンバーガーと対戦し、パウンドで3RTKO勝ち。
2015年4月25日、UFC 185でチャド・ラプリスと対戦し、0-3の判定負け。ファイト・オブ・ザ・ナイトを受賞した。
2019年2月17日、UFC on ESPN: Ngannou vs. Velasquezでビセンテ・ルケと対戦。激しい打撃戦を繰り広げるも、試合終了間際に左右膝蹴りでダウンを奪われパウンドで3RTKO負け。ファイト・オブ・ザ・ナイトを受賞した。
2021年7月31日、UFC on ESPN: Hall vs. Stricklandでジェイソン・ウィットと対戦し、0-2の判定負け。ファイト・オブ・ザ・ナイトを受賞した。
2022年3月26日、UFC on ESPN: Blaydes vs. Daukausでマット・ブラウンと対戦し、2-1の判定勝ち。ファイト・オブ・ザ・ナイトを受賞した。
2022年7月2日、UFC 276で元UFC世界ウェルター級王者ロビー・ローラーと対戦し、スタンドパンチ連打で2RTKO勝ち。ファイト・オブ・ザ・ナイトを受賞した。

## 人物・エピソード
- 既婚者であり、3人の子供がいる。

## 戦績
| 総合格闘技 戦績 | 総合格闘技 戦績 | 総合格闘技 戦績 | 総合格闘技 戦績 | 総合格闘技 戦績 | 総合格闘技 戦績 | 総合格闘技 戦績 |
| --------------- | --------------- | --------------- | --------------- | --------------- | --------------- | --------------- |
| 30 試合         | (T)KO           | 一本            | 判定            | その他          | 引き分け        | 無効試合        |
| 18 勝           | 11              | 2               | 5               | 0               | 0               | 2               |
| 12 敗           | 2               | 4               | 6               | 0               | 0               | 2               |

| 勝敗 | 対戦相手                     | 試合結果                                 | 大会名                                     | 開催年月日     |
| ×    | ジェラルド・マーシャート     | 2R 4:23 ネッククランク                   | UFC Fight Night: Tuivasa vs. Tybura        | 2024年3月16日  |
| ×    | マフムート・ムラドフ         | 5分3R終了 判定0-3                        | UFC Fight Night: Aspinall vs. Tybura       | 2023年7月22日  |
| ×    | グンナー・ネルソン           | 1R 4:51 腕ひしぎ十字固め                 | UFC 286: Edwards vs. Usman 3               | 2023年3月18日  |
| ×    | ハファエル・ドス・アンジョス | 2R 3:20 ネッククランク                   | UFC on ESPN 42: Thompson vs. Holland       | 2022年12月3日  |
| ○    | ロビー・ローラー             | 2R 4:47 TKO（スタンドパンチ連打）        | UFC 276: Adesanya vs. Cannonier            | 2022年7月2日   |
| ○    | マット・ブラウン             | 5分3R終了 判定2-1                        | UFC on ESPN 33: Blaydes vs. Daukaus        | 2022年3月26日  |
| ○    | ダリアン・ウィークス         | 5分3R終了 判定3-0                        | UFC on ESPN 31: Font vs. Aldo              | 2021年12月4日  |
| ×    | ジェイソン・ウィット         | 5分3R終了 判定0-2                        | UFC on ESPN 28: Hall vs. Strickland        | 2021年7月31日  |
| ○    | アンソニー・アイビー         | 5分3R終了 判定3-0                        | UFC Fight Night: Waterson vs. Hill         | 2020年9月12日  |
| ×    | ランディ・ブラウン           | 3R 2:54 TKO（左フック→左ボディーブロー） | UFC Fight Night: Moicano vs. Korean Zombie | 2019年6月22日  |
| ×    | ビセンテ・ルケ               | 3R 4:54 TKO（左膝蹴り→パウンド）         | UFC on ESPN 1: Ngannou vs. Velasquez       | 2019年2月17日  |
| ○    | ジェイク・エレンバーガー     | 1R 2:26 TKO（右フック→パウンド）         | UFC Fight Night: Gaethje vs. Vick          | 2018年8月25日  |
| ×    | レオン・エドワーズ           | 5分3R終了 判定0-3                        | UFC Fight Night: Volkov vs. Struve         | 2017年9月2日   |
| ○    | ジョー・プロクター           | 1R 3:30 TKO（膝蹴り連打→パウンド）       | UFC Fight Night: Swanson vs. Lobov         | 2017年4月22日  |
| ×    | コルビー・コヴィントン       | 5分3R終了 判定0-3                        | UFC on FOX 22: VanZant vs. Waterson        | 2016年12月17日 |
| ○    | ワーレイ・アウベス           | 5分3R終了 判定3-0                        | UFC 198: Werdum vs. Miocic                 | 2016年5月14日  |
| ○    | セージ・ノースカット         | 2R 3:06 肩固め                           | UFC on FOX 18: Johnson vs. Bader           | 2016年1月30日  |
| ×    | チャド・ラプリス             | 5分3R終了 判定0-3                        | UFC 186: Johnson vs. Horiguchi             | 2015年4月25日  |
| ○    | ジョー・エレンバーガー       | 3R 3:24 TKO（パウンド）                  | UFC on FOX 13: dos Santos vs. Miocic       | 2014年12月13日 |
| ○    | エリック・ムーン             | 1R 4:07 TKO（パンチ連打）                | KOTC: Radar Lock                           | 2014年2月22日  |
| ○    | ダミアン・ヒル               | 3R 2:17 リアネイキドチョーク             | Dakota FC 17: Winter Brawl 2014            | 2014年1月11日  |
| ○    | マルコス・マルケス           | 3R 3:43 TKO（パンチ連打）                | Dakota FC 16: Fall Brawl 2013              | 2013年8月23日  |
| ○    | デイン・セイヤーズ           | 5分5R終了 判定3-0                        | Dakota FC 13: Coming Home                  | 2012年10月13日 |
| ○    | ヴァーノン・ハリソン         | 2R 4:00 TKO（パンチ連打）                | Crowbar MMA: Rumble at the Fair            | 2011年6月25日  |
| ○    | ギャレット・オルソン         | 2R 4:24 TKO（パンチ連打）                | KOTC: Mainstream                           | 2010年10月29日 |
| ×    | タイラー・クレジェスキー     | 5分3R終了 判定0-3                        | Cage Fighting Xtreme                       | 2010年5月15日  |
| ○    | デビッド・バーネット         | 1R 2:25 KO（パンチ連打）                 | KOTC: Uppercut                             | 2010年3月13日  |
| ×    | デレク・スミス               | 3R 2:55 腕ひしぎ十字固め                 | KOTC: Offensive Strategy                   | 2010年2月6日   |
| ○    | デイブ・アルバレス           | 2R 1:41 TKO（パンチ連打）                | The Cage Inc.: Battle at the Border 3      | 2009年12月19日 |
| ○    | ダーク・ティーデマン         | 1R 2:20 KO（パンチ連打）                 | Dakota FC 12 2009年10月10日                | {{{5}}}        |

## 表彰
- UFC ファイト・オブ・ザ・ナイト (5回)